# Alfredo Lamy Filho
Alfredo Lamy Filho  (1918 — 2 de abril de 2018) foi um advogado e professor brasileiro.
Foi Professor Titular da Faculdade de Direito da PUC, RJ. Ao lado de Arnoldo Wald, Caio Tácito, Lamy Filho e Amilcar Falcão fundou o Centro de Estudos e Pesquisas no Ensino do Direito (CEPED) da Universidade do Estado da Guanabara (UEG), atual Uerj. O órgão teve, em sua fundação, apoio da USAID e da Ford Foundation. 
Trabalhando em conjunto com José Luiz Bulhões Pedreira, redigiu a Lei de Sociedades Anônimas (Lei 6.404, de 15 de dezembro de 1976), elaborada a pedido do ministro da Fazenda Mário Henrique Simonsen